# Zletovo
Zletovo (en macédonien Злетово) est un village du nord-est de la Macédoine du Nord, situé dans la municipalité de Probichtip. Le village comptait 2477 habitants en 2002. Il est connu pour sa mine et il possédait sa propre municipalité jusqu'en 2003. Le village donne son nom à la Zletovska, la rivière qui le traverse.

## Démographie
Lors du recensement de 2002, le village comptait :
- Macédoniens : 2 471
- Serbes : 2
- Valaques : 1
- Autres : 3